# Zwerfsteen van Rottum

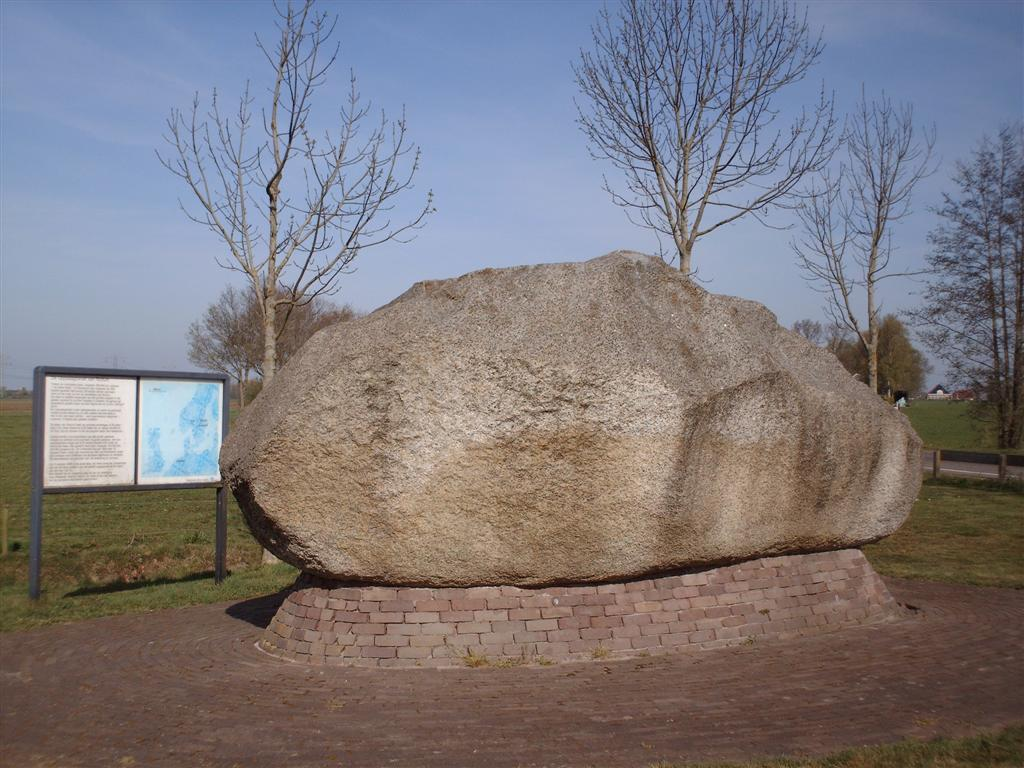
Zwerfsteen van Rottum

De zwerfsteen van Rottum is een zwerfsteen (zwerfkei) die bij de plaats Rottum in de gemeente De Friese Meren ligt.
De steen, de grootste van Nederland, is 4,70 meter lang, 3,10 meter breed en 2 meter hoog en weegt 44 ton. Volgens verhalen was de steen vroeger viermaal zo groot. In de 19e eeuw werd de steen echter met dynamiet kleiner gemaakt.
Tijdens de Saale-ijstijd, ongeveer 200.000 jaar geleden, werd het noordelijk deel van Nederland bedekt met landijs. Met het oprukken van het ijs werden grote stenen meegevoerd. De steen van Rottum is van graniet en is afkomstig uit het gebied Uppland, een massief bij de stad Uppsala in Zweden.